# Corinto
Corinto là một khu tự quản thuộc tỉnh Chinandega, Nicaragua. Khu tự quản Corinto có diện tích 71 ki lô mét vuông. Đến thời điểm năm 2005, huyện Corinto có dân số 16624 người.